# Battaglia di Dōmyōji
La battaglia di Dōmyōji fu combattuta il 3 giugno 1615 tra l'armata orientale di Tokugawa Ieyasu e l'armata di Osaka di Toyotomi Hideyori. Il villaggio di Dōmyōji si trova nella zona est dell'odierna Fujiidera, nella prefettura di Osaka, ed è famoso per i suoi diversi tumuli (古墳?, kofun) dedicati ad antichi imperatori. La battaglia, che si svolse proprio attorno a questi tumuli, fu una delle più importanti tra quelle combattute tra samurai e una delle più decisive della campagna d'estate dell'assedio al castello di Osaka, che avrebbe portato al trionfo delle forze di Tokugawa e alla morte di Toyotomi Hideyori.
Un distaccamento dell'avanguardia dei difensori del castello formato da 2 800 samurai fu affidato a Gotō Mototsugu, con il compito di proteggere la zona a sud-est della città dall'arrivo di una grande armata dello shogunato proveniente dalla provincia di Yamato. Il lato orientale di Osaka è protetto dalla barriera naturale rappresentata dai monti Ikoma. Gotō aveva il compito di presidiare il monte Komatsuyama, un'altura dell'odierna Kashiwara molto vicina al valico più importante dei monti Ikoma. Nel valico scorre il fiume Yamato, che prosegue verso ovest in prossimità delle falde settentrionali del monte Komatsuyama, dall'alto del quale Gotō Mototsugu avrebbe potuto controllare il valico ed ostacolare l'eventuale ingresso dei nemici nella piana di Osaka.

## Scontro sull'altura di Komatsuyama

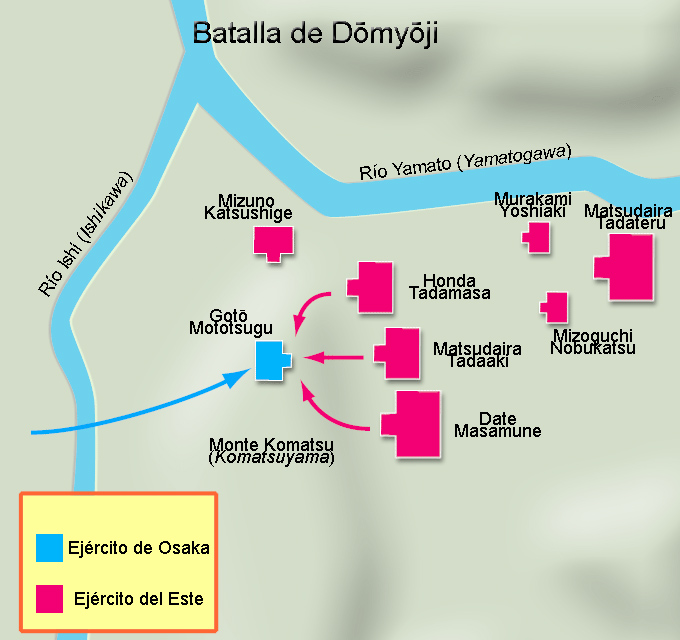
L'avanguardia di Osaka, in blu, guada l'Ishikawa e si assesta sulla cima del Komatsuyama, dando vita a una serie di attacchi e contrattacchi con l'armata orientale

Il 3 giugno Gotō Mototsugu e le sue forze si trovavano a Dōmyōji, nelle immediate vicinanze del monte e sulla riva ovest del fiume Ishikawa, che affluisce nel fiume Yamato qualche centinaio di metri più a nord. Per prendere posizione sul Komatsuyama guadarono l'Ishikawa, e furono informati dagli esploratori che l'armata orientale aveva attraversato il passo e si stava avvicinando alle pendici meridionali del Komatsuyama. Alle quattro di mattina Gotō Mototsugu ed i suoi samurai si precipitarono sul monte per respingere le forze di Tokugawa. Un'ora dopo furono respinti da un violento attacco del nemico.
Mentre Gotō Mototsugu era in attesa dei rinforzi, che erano frenati dalla fitta nebbia, alle dieci di mattina fu ferito da un colpo d'arma da fuoco e fece suicidio rituale. Con la sua morte, i suoi samurai persero il controllo del Komatsuyama; furono attaccati mentre discendevano il monte e dispersi.

## Battaglia a Dōmyōji

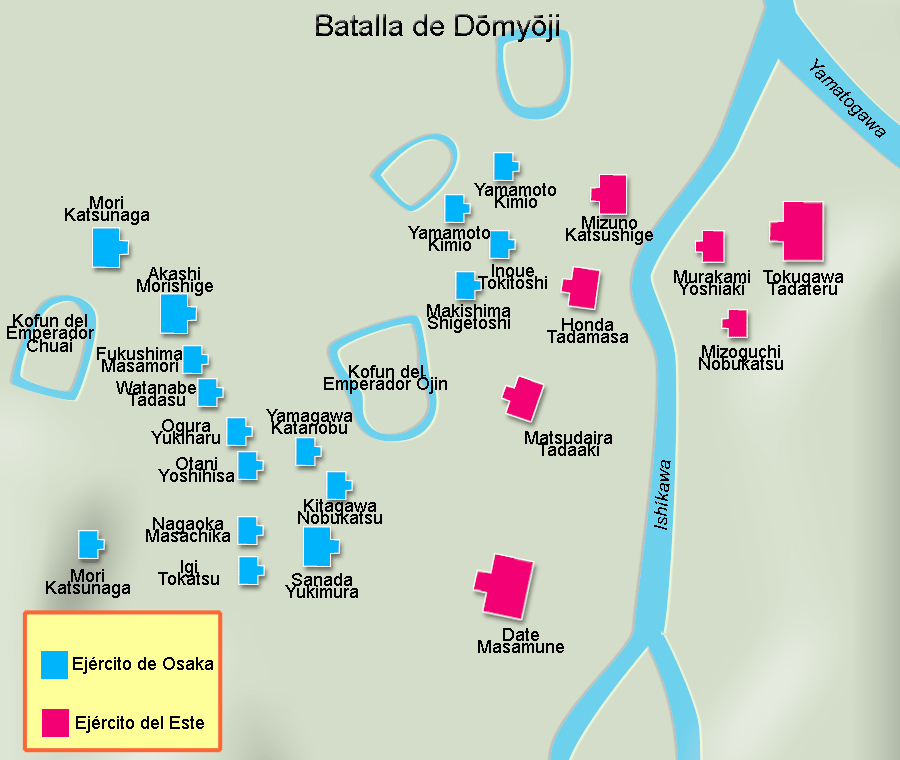
I rinforzi di Osaka si dispongono lungo i kofun di Dōmyōji in vista della battaglia

Quando la nebbia si diradò, l'esercito proveniente da Osaka arrivò sulle rive dell'Ishikawa e fu avvistato dalle forze dello shogunato, che lanciarono l'attacco guadando il fiume. L'armata di Toyotomi indietreggiò risalendo il dolce pendio di Domyoji, il suo lato sinistro era comandato da Susukida Kanesuke e quello destro da Sanada Yukimura. Lo scontro ebbe inizio verso mezzogiorno e nella zona vicino all'antico sepolcro dell'imperatore Ingyō si difesero strenuamente i samurai agli ordini di Susukida Kanesuke. Questi era da qualche tempo caduto in disgrazia ma morì in battaglia combattendo valorosamente, riguadagnando l'onore che aveva perduto.
Il lato destro delle forze di Osaka fronteggiò i reparti dell'armata orientale guidati da Date Masamune nell'area del kofun dedicato all'imperatore Ōjin e del santuario di Konda Hachimangu. Il combattimento si protrasse fino alle cinque del pomeriggio, quando Sanada Yukimura ordinò la ritirata, dopo che aveva perso i due potenti comandanti. Riuscì a mantenere compatte le truppe che tornarono a Osaka. Tokugawa Tadateru, il sesto figlio di Tokugawa Ieyasu, ebbe l'ordine di inseguire le forze di Sanada ma si rifiutò. Questo rifiuto fu in seguito la causa del suo esilio sul monte Kōya.